# Matakong
Matakong ou Matakan est une île au large de la côte guinéenne entre la capitale Conakry et la frontière avec la Sierra Leone. Elle est très proche de la terre ferme. L'île dépend de la préfecture de Forécariah.

## Transport
Matakong est le site d'un terminus portuaire proposé des chemins de fer trans-guinéens à voie standard, destiné au transport d'importants gisements de fer et de bauxite vers la côte, notamment depuis les mines de Simandou, à 650 km à l'est. La mine de minerai de fer proposée de Bellzone à Kalia pourrait également partager cette voie ferrée.
Un nouveau port en eau profonde est nécessaire car, d'une part, le port de Conakry est construit et il n'y a pas de place, et d'autre part, parce qu'un nouveau port à Matakong aurait un meilleur accès à l'arrière-pays par un terrain plus plat.
Finalement, le site qui a été retenu est un peu plus au nord, à l'embouchure de la Morébaya, sur la rive gauche (méridionale) de ce petit fleuve côtier. La première pierre de la construction du port de Morébaya a été posée le 6 octobre 2020.